# Dynasty Warriors: Strikeforce
Dynasty Warriors: Strikeforce (真・三國無双 MULTI RAID, Shin Sangoku Musō Maruchi Reido), é um jogo eletrônico lançado primeiramente para PlayStation Portable. Baseado em "Dynasty Warriors 6", foi lançado em abril e maio de 2009 na América do Norte e Europa. Um lançamento para console do jogo para PlayStation 3 e Xbox 360 foi lançado no Japão em 1 de outubro de 2009. A data de lançamento na América do Norte foi marcada para o dia 16 de fevereiro de 2010.

## Jogabilidade
O jogo possui novos recursos, como "fury" ou "awakening" (Shin Musou Kakusei no Japão) que é similar a uma versão atualizada do Musou Rage em "Dynasty Warriors 5". O "Awakening" afeta drasticamente a aparência do personagem e aumenta seu status. Outra novidade é a capacidade de equipar uma sub-arma que pode ser qualquer arma que possua no jogo, o jogador também pode equipar orbes e chi para personalizar e deixar os personagens mais fortes.
O jogo possui uma jogabilidade semelhante ao Dynasty Warriors 6 para o PS3 e os personagens agora têm a capacidade de voar por um período determinado de tempo. Não há modo online na versão para PSP, mas o modo Multiplayer foi adicionado para isto, assim como o modo online para as versões do Playstation 3 e Xbox.
Da Ji, Orochi, Nu Wa e Kiyomori Taira de saga Warriors Orochi são personagens bônus da versão portátil, assim como um urso panda. Já a versão para consoles conta com a participação de Meng Huo e de bônus Fu Xi e Taigong Wang também de Warriors Orochi, e Ryu Hayabusa e Ayane da saga Dead or Alive.
Outra mudança é a resistência da arma, certas armas como arcos e seus "parentes" são muito eficazes contra feiticeiros e animais, mas são ineficazes ou inúteis contra estruturas, enquanto outras armas, tais como bastões irá devastar edifícios e máquinas em mero momento, mas carece de destrutividade do arco contra feiticeiros e animais . Para permitir que o personagem não esteja em uma situação do tipo, eles podem levar consigo uma arma secundária, que tem um moveset padrão que todos seguem, enquanto a arma principal tem seus próprios movimentos.

## Desenvolvimento
Dynasty Warriors: Strikeforce foi visto pela primeira vez na Shonen Jump na edição da semana que terminou em 13 de setembro de 2008, e em seguida mostrado na revista Famitsu na edição da semana que terminou em 20 de setembro de 2008. Com a revista Famitsu mostrando as aparências Shin Musou Kakusei de Zhao Yun, Xiahou Dun e Sun Shang Xiang, bem como algumas screenshots.
Huang Zhong e Yuan Xiahou ambos tiveram mudanças arma. Embora ambos originalmente portavam cimitarras, agora eles usam arcos. Porém, enquanto que ambos compartilham o mesmo moveset, este moveset é diferente do moveset usado por Sun Shang Xiang.
O jogo foi criado para ser lançado em março, mas foi adiado pela Koei, assim como os outros spin-offs de Dynasty Warriors 6, Dynasty Warriors 6: Special.
Um modo de demonstração foi disponibilizado através do site japonês, que poderia ser transferido para o PSP. A demonstração permitia que o jogador a usasse todos os personagens dos três reinos, no entanto, apenas algumas horas após o lançamento, um código foi descoberto que fez todos os "outros tipos de personagens" também disponíveis para utilização. O código já não está disponível, após uma ameaça de ação judicial da Koei. A demo tinha uma tampa de nível três, e teve apenas três etapas, apesar de todas as armas estarem disponíveis para uso. Uma demonstração em Inglês foi lançado na PlayStation Network, mas esta demo tem muito menos conteúdo que a demo japonesa. Existem apenas 4 personagens jogáveis (Zhao Yun, Xiahou Dun, Dian Wei e Sun Shang Xiang) e há apenas um estágio disponível. Então, a versão demo do console foi criado na loja japonesa, que tinha 6 personagens (Zhao Yun, Xiahou Dun, Dian Wei, Sun Shang Xiang, Ma Chao e Zhou Yu) e havia 4 estágios disponíveis para serem jogados.

## Desenvolvimento e lançamento
Em parceria com a Avex Trax, a Koei Tecmo lançou em 2009 cupons com códigos para conseguir novas armaduras no lançamento da primeira parte em DVD de A Batalha dos 3 Reinos.

## Recepção
Dakota Grabowski da GameZone deu as versões do console um 6.5/10, dizendo: "As mudanças são uma bênção para os opositores e torcedores. Se o time pode avançar para mais elementos de entretenimento, então Dynasty Warriors pode acabar na berlinda com elogios da crítica."
Esse jogo foi recebido negativamente por muitos fãs da série, porque é o primeiro a remover o modo multiplayer de tela dividida Esta característica foi abandonada para suporte multiplayer exclusivamente online.